# Rudolf von Musil
Rudolf Edler von Musil (geboren als Rudolf Musil 7. Dezember 1838 in Salzburg, Kaisertum Österreich; gestorben 16. Januar 1922 in Untermais, Italien) war ein österreichisch-ungarischer Berufssoldat. Musil wurde 1890 als Edler geadelt, mit dem Adelsaufhebungsgesetz 1919 verlor er in der Republik Österreich seinen Adelstitel.

## Leben

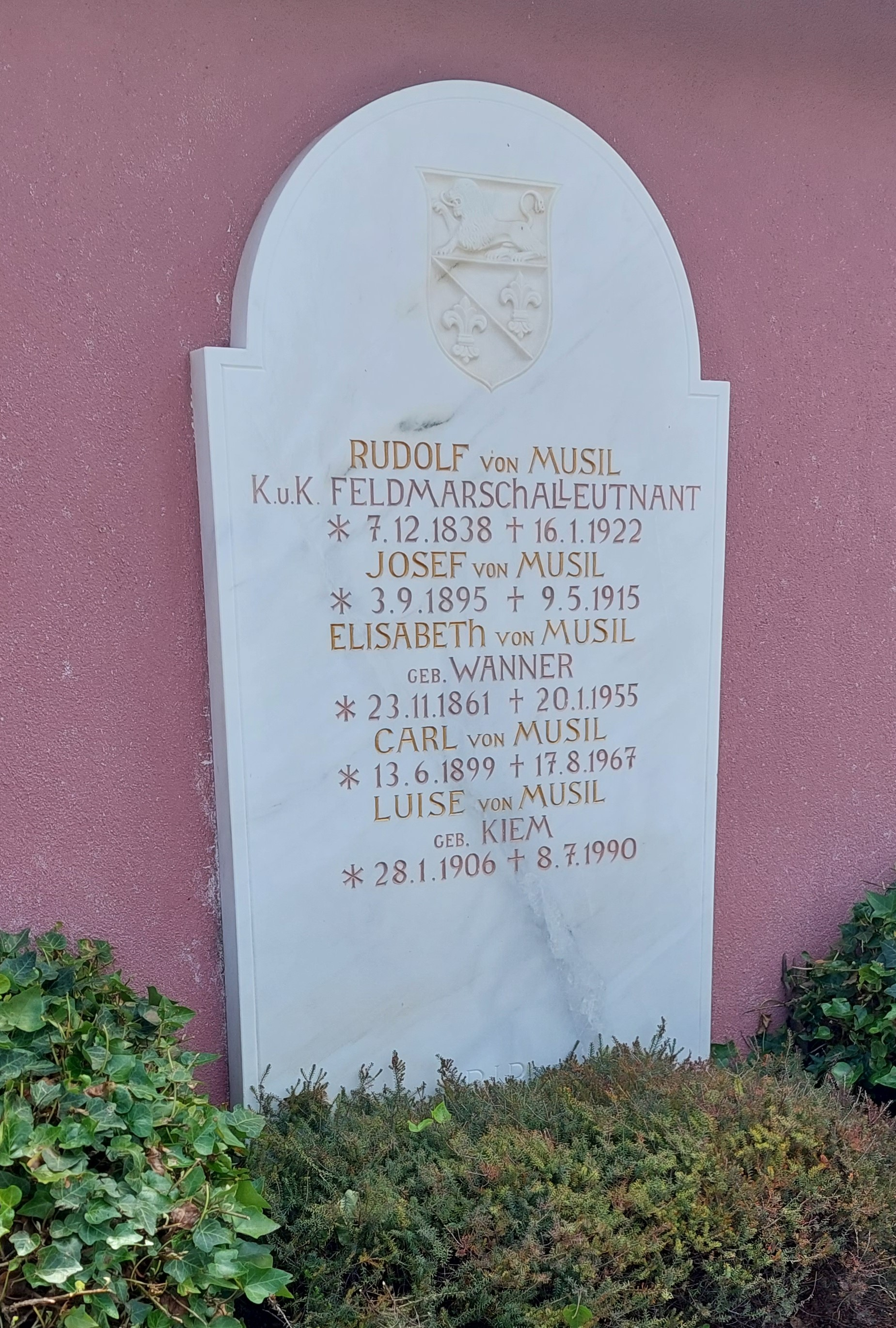
Meran Maiser Friedhof

Rudolf Musil war ein Sohn des Regimentsarztes Mathias Musil (1806–1889) und der aus Salzburg stammenden Aloisia Haglauer (1814–). Er hatte vier jüngere Geschwister, der Schriftsteller Robert Musil war ein Sohn seines Bruders Alfred Musil, der 1916 ebenfalls geadelt wurde. Der Vater war an verschiedenen Standorten eingesetzt, ließ sich 1850 in den Ruhestand versetzen und betrieb seither einen Bauernhof in Graz. 
Rudolf Musil wurde Berufssoldat und machte Karriere. 1885 heiratete er Elisabeth Wanner (1861–1955). Er wurde 1891 zum Generalmajor befördert und 1895 zum Feldmarschallleutnant. 1909 ging er in den Ruhestand. Er lebte in Südtirol, das nach Ende des Ersten Weltkriegs Italien zugeschlagen wurde. 